# Benjamin de Jesus
Benjamin David de Jesus, (OMI) né le 25 juillet 1940 à Rizal, Malabon et mort le 4 février 1997 à  Jolo Sunu était un prélat philippin de l'Église catholique qui a été vicaire apostolique de Jolo de 1992 jusqu'à son assassinat en 1997. Il a été le premier évêque philippin à être assassiné dans le histoire de la Conférence des évêques catholiques des Philippines.

## Biographie
Benjamin David de Jesus est né le 25 juillet 1940 dans le district de Hulong Duhat à Malabon, Rizal (maintenant partie de la région métropolitaine de Manille). Il a été ordonné prêtre membre des Oblats de Marie Immaculée le 29 décembre 1967.
Le 11 octobre 1991, le pape Jean-Paul II le nomma évêque titulaire de Bladia (de) et vicaire apostolique de Jolo. Il a reçu sa consécration épiscopale le 6 janvier 1992 du pape Jean-Paul. Il a été installé à Jolo le 15 février.
Il a été abattu six fois et tué devant la cathédrale de Jolo le 4 février 1997,. Une passante a été tuée et plusieurs autres ont été blessées. Les autorités ont blâmé Abu Sayyaf, un groupe musulman déterminé à perturber le rapprochement interreligieux. Le crime n'est toujours pas résolu.
De Jesus a été enterré dans la cathédrale de Jolo. Son assassinat est commémoré chaque année, généralement par des manifestations de solidarité chrétienne-musulmane. La bibliothèque Ben de Jesus du Collège Notre-Dame de Midsayap porte son nom.